# Verica
Ne zamenjujte z naseljem Verica (naselje) (danes Verica-Ritkarovci).
Verica je žensko osebno ime.

## Izvor imena
Ime Verica je različica ženskega osebnega imena Vera.

## Pogostost imena
Po podatkih Statističnega urada Republike Slovenije je bilo na dan 31. decembra 2007 v Sloveniji število ženskih oseb z imenom Verica: 844. Med vsemi ženskimi imeni pa je ime Verica po pogostosti uporabe uvrščeno na 199. mesto.

## Osebni praznik
V koledarju je ime Verica zapisano skupaj z imenoma Vera oziroma Veronika; god praznuje 13. januarja (Veronika De Binasco, devica) ali pa 9. julija (Veronika, opatinja, † 9. jul. 1727).